# Partido de los Pensionistas Unidos de Serbia
El Partido de los Pensionistas Unidos de Serbia (en serbio: Partija ujedinjenih penzionera Srbije, cirílico serbio: Партија уједињених пензионера Србије, abreviado PUPS) es un partido político socialdemócrata de Serbia que tiene como principal objetivo velar por los intereses de los pensionistas del país. Fundado el 10 de mayo de 2005, el partido actualmente es parte de la coalición "Serbia está ganando" liderada por el Partido Progresista Serbio, poseyendo 9 escaños en la Asamblea Nacional.
- Datos: Q1276996